# Mlíko

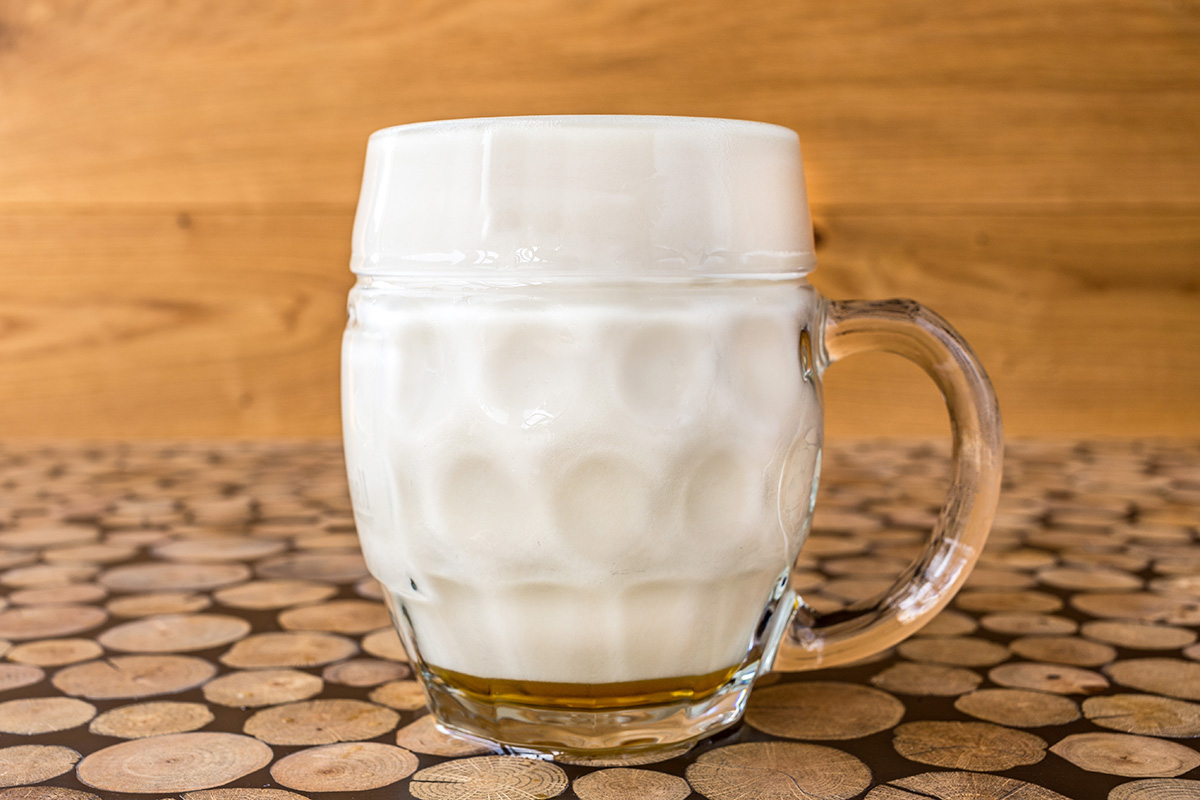
Čerstvě načepované mlíko

Mlíko je atypický způsob čepování piva. Oblíbily si ho především ženy, díky výsledné jemnější a mírně nasládlé chuti.[zdroj?]

## Charakteristika
Jedná se specifický a poměrně méně známý druh čepování piva. Pivo na první pohled připomíná sklenici mléka, protože půllitr je plný krémové až smetanové pivní pěny. Část pitné pěny se po nějaké době přemění na pivo. Kouzlo mlíka se nejvíce projeví, když se vypije na jeden zátah. Takto načepované pivo se zdá být v chuti sladší. Obsah piva v půllitru je 0,3l. Mlíko je spojováno spíše s ženským pohlavím, právě díky jemnosti nebo štamgasty, kteří si ho dají po čtvrtém, pátém pivu místo panáka. Podle zkušených sládků má v sobě nejméně oxidu uhličitého.

## Způsob čepování
Mlíko se čepuje do předem umyté a především opláchnuté sklenice, pod úhlem 45°, mírným škrcením kohoutu. Účelem je naplnit sklenici až po okraj pivní, krémovou až smetanovou pěnou, která je plná piva, na první pohled připomínající sklenici mléka. Odtud její název. Mělo by se pít u výčepu a na jeden zátah – na ex. Důležité je  při čepování nevzdalovat se sklenicí od kohoutu. Pěnu by to mohlo okamžitě roztrhat a mlíko už by nebylo moc dobré.

## Chyby při čepování
Mezi nejčastější chyby, jak při čepování mlíka, ale také u ostatních způsobů točení, jako je čochtan nebo šnyt, patří například špatně umytá sklenice, točení piva pod špatným úhlem nebo nevypláchnutá sklenice, ve které poté zůstane voda a znehodnotí se chuť celého piva.

## Kam na mlíko
Chuť mlíka ovlivňuje hned několik faktorů, je tedy nutné aby výčepní byl kvalitně proškolen a uměl tímto speciálním způsobem pivo natočit. Mezi nejlépe hodnocené pražské pivnice s velmi dobře proškoleným výčepním patří například:
- Restaurace U Pinkasů
- Restaurace U Hrocha
- Lokál U Bílé Kuželky
- Pivnice U Zlatého Tygra